# Fuglenes
Fuglenes i Hammerfests kommun, Norge är en av de 34 platser som är upptagna i världsarvet Struves meridianbåge. Det var här Friedrich Georg Wilhelm von Struves mätningar avslutades 1852.

## Meridianstøtten

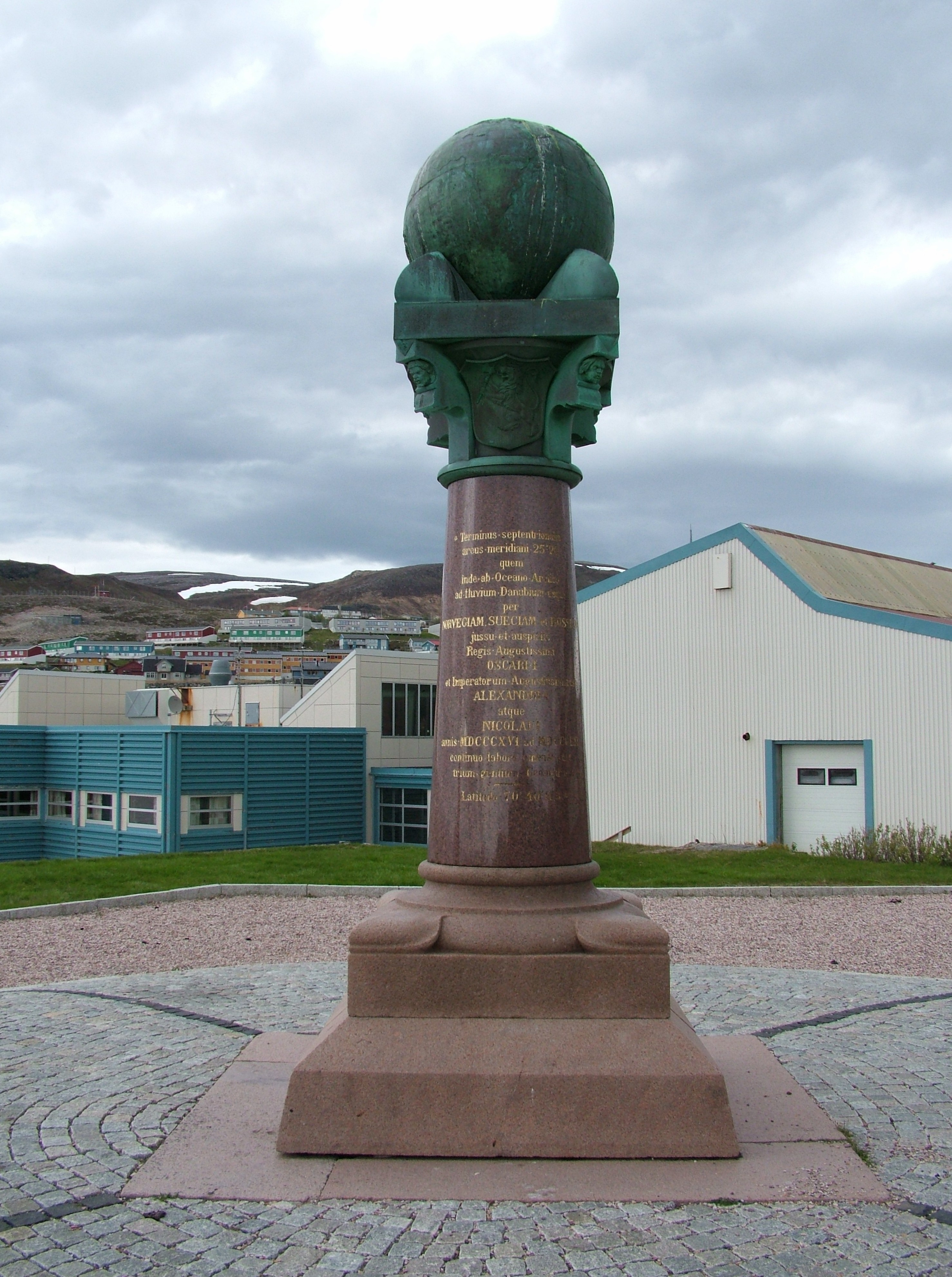
Meridianstøtten

År 1854 restes minnesmärket Meridianstøtten över den viktiga mätningen. Den består av en fot i granit, en pelare i brons och ovanpå den ett kopparklot som föreställer jordklotet. På minnesmärket finns inskriften:
"Det nordlige Endepunct av en Meridianbue paa 25° 20′ fra det nordlige Ocean til Donau-Floden – igjennem Norge, Sverige og Rusland. Etter Foranstaltning av Hans Majestæt Kong Oscar I og Keiserene Alexander I og Nicolaus I ved uavbrutt Arbeide fra 1816 til 1852 udmaalt af de tre Nationers Geometrer. Brede 70° 40′ 11,3″."
Fritt översatt till svenska blir det ungefär:
"Den nordligaste slutpunkten på en meridianbåge på 25° 20′ från den nordliga oceanen till floden Donau - genom Norge, Sverige och Ryssland. På initiativ av HM Oscar I och kejsarna Alexander I Nikolaus I vid oavbrutet arbete från 1816 till 1852 uppmätt av de tre nationernas geometrar. Breddgraden 70° 40′ 11,3″."
Under andra världskriget sändes minnesmärket 1945 till Trondheim för att skydda det, men det restes åter i Fuglenes den 17 maj 1949. Idag är meridianmonumentet en symbol för Norges nordligaste stad, Hammerfest.
En liknande pelare står vid den andra änden av meridianbågen vid punkten Stara Nekrasivka i Ukraina.